# Moritz von Strachwitz

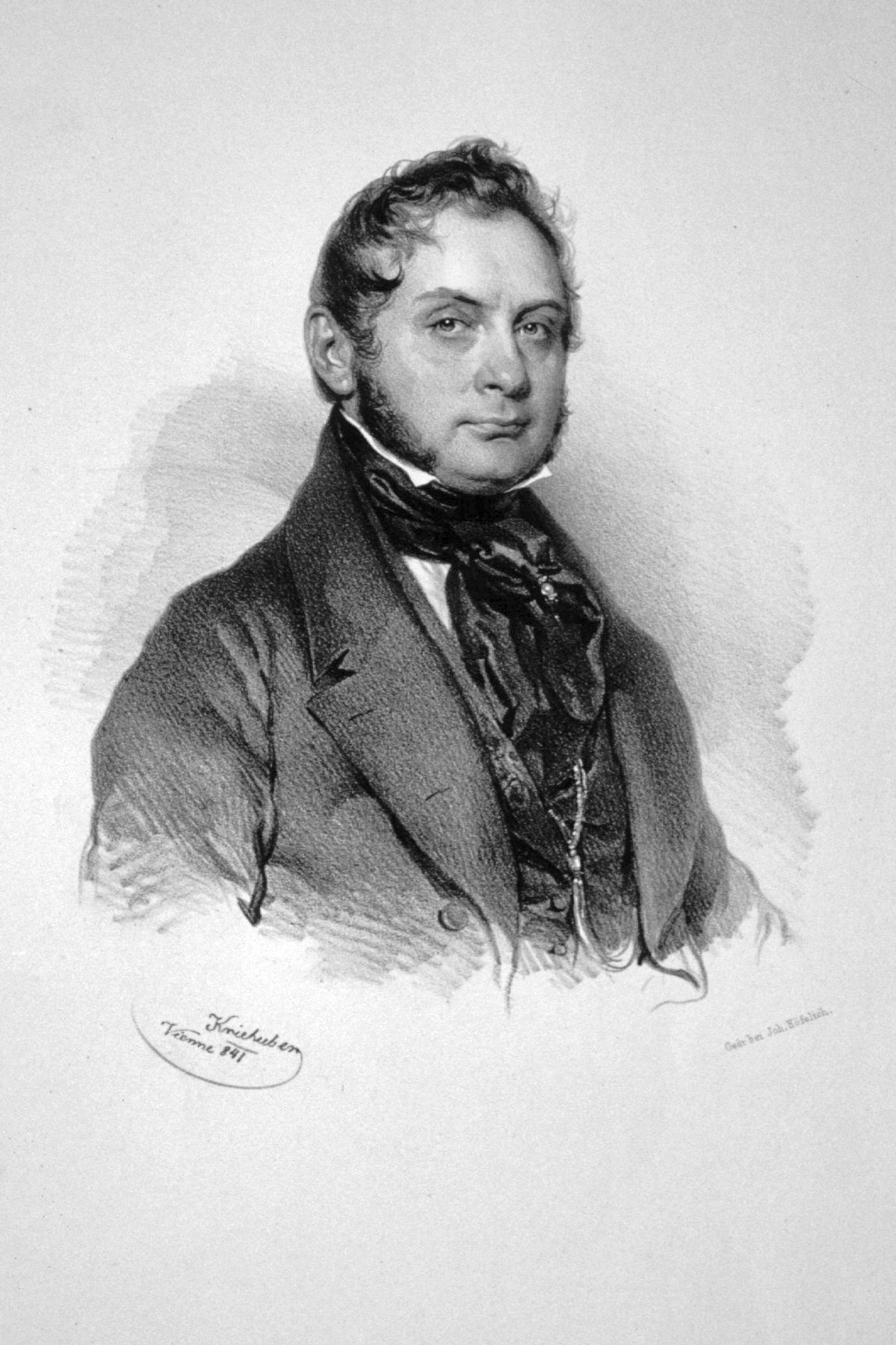
Moritz Graf von Strachwitz (?)

Graf Moritz Karl Wilhelm Anton von Strachwitz (* 13. März 1822 in Peterwitz bei Frankenstein, Schlesien; † 11. Dezember 1847 in Wien) war ein deutscher Balladendichter, der im Tunnel über der Spree ein Vorbild für Theodor Fontanes Balladendichtungen war.

## Leben
Er entstammte einer schlesischen Adelsfamilie. Seine Eltern waren der Graf Hans von Strachwitz (* 14. April 1792; † 18. Februar 1863) und dessen Ehefrau Luise von Schimony-Schimonski († 16. Mai 1835).
Er studierte Jura in Breslau und Berlin. Er wurde 1841 Mitglied der Breslauer Burschenschaft. Ab 1845 war er Mitglied des Corps Silesia Breslau. Nach dem Studium leistete er sein Referendariat beim Kreisgericht Grottkau ab. Danach ging er auf Reisen nach Schweden, Norwegen und Dänemark. Daraufhin kehrte er zunächst auf sein Gut Peterwitz zurück, siedelte dann aber auf sein mährisches Gut Schebetau über. Auf einer Italienreise erkrankte er in Venedig und starb kurz vor seiner Rückkehr in Wien.
Viele seiner Gedichte wurden vertont, unter anderem von Robert Schumann, Carl Loewe und Johannes Brahms. Besonders bekannt waren unter anderem Das Lied vom falschen Grafen und Hie Welf!.
Von seinem Zeitgenossen Ludwig Fränkel wurde er in der Allgemeinen deutschen Biographie wie folgt charakterisiert: „In dem aufreibenden Leben der Großstädte hatte sich seiner eine gewisse Unruhe bemächtigt, […] nie wieder kam er zur rechten Ruhe, zur Freude am Leben, zur Befriedigung mit seinem Schaffen und sich selbst, zur Erkenntnis seines Berufes“ und „Er war eine kühne, in den demoralisierenden Wandelgängen der großen Welt naiv gebliebene Natur.“
Sein bekanntestes Gedicht ist Das Herz von Douglas, aus dem noch gelegentlich zitiert wird:
„Sie ritten vierzig Meilen fast
und sprachen Worte nicht vier“
und:
„kurz ist die schottische Geduld
und lang ein schottisch Schwert!“

## Werke
- Lieder eines Erwachenden. Breslau 1842 (GBS)
- Neue Gedichte. Breslau 1848 (Gedichte aus dem Nachlass) (GBS & archive.org); 2. Aufl. Breslau 1849 (GBS)
- Gedichte. Breslau 1850 (Gesamtausgabe)
- Gedichte. Gesamtausgabe. 7. Aufl. Breslau 1878 (GBS)